# Regering-Bouisson
De regering-Bouisson regeerde Frankrijk van 1 juni - 7 juni 1935 en bestond uit:
- Fernand Bouisson (RS) - President van de Raad (premier) en minister van Binnenlandse Zaken
- Georges Pernot (FR) - Vicepresident van de Raad, minister van Justitie en Grootzegelbewaarder
- Pierre Laval - Minister van Buitenlandse Zaken
- Louis Maurin - Minister van Oorlog
- Joseph Caillaux (PRS) - Minister van Financiën
- Ludovic-Oscar Frossard (ex-SFIO) - Minister van Arbeid
- François Piétri (AD) - Minister van Marine en interim-minister van Zeevaart
- Victor Denain - Minister van Luchtvaart
- Mario Roustan (RI) - Minister van Onderwijs
- Camille Perfetti (PRS) - Minister van Pensioenen
- Paul Jacquier (PRS) - Minister van Landbouw
- Louis Rollin (AD) - Minister van Koloniën
- Joseph Paganon (PRS) - Minister van Openbare Werken
- Louis Lafont (PSdF) - Minister van Volksgezondheid en Fysieke Ontwikkeling
- Georges Mandel - Minister van Posterijen, Telegrafie en Telefonie
- Laurent Eynac (RI) - Minister van Handel en Industrie
- Édouard Herriot (PRS) - Minister van Staat
- Louis Marin (FR) - Minister van Staat
- Philippe Pétain - Minister van Staat